# 孔科迪亞湖

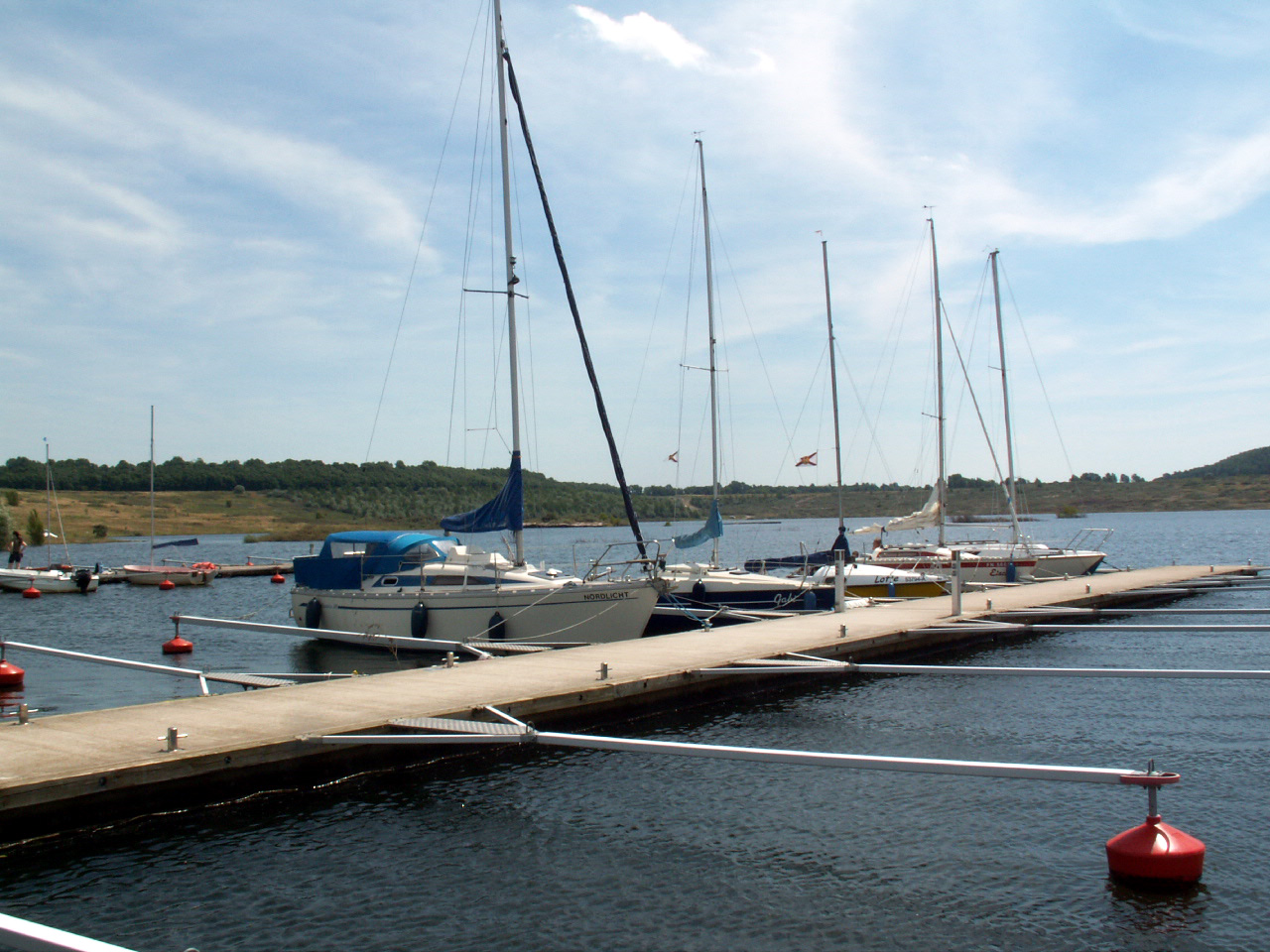

51°49′16″N 11°21′0″E / 51.82111°N 11.35000°E
孔科迪亞湖（德語：Concordiasee），是德國的湖泊，位於該國東北部，由薩克森-安哈爾特州負責管轄，處於阿舍斯萊本西北面約8公里，長2.3公里、寬1.1公里，面積3.5平方公里，平均水深29.5米，最大水深61米，湖岸線長度6.7公里。